# とおとうみ浜松オープン
みんなでつくるゴルフトーナメント とおとうみ浜松オープン（ - はままつ - ）は、2011年と2012年に行われていた日本ゴルフツアー機構（JGTO）公認の男子プロゴルフトーナメントで、静岡県浜松市中央区（開催時点は西区）にあるグランディ浜名湖ゴルフクラブ（リゾートトラスト運営）を舞台にして開催されていた。

## 概要
2011年に浜松市が市制施行100周年を迎えるにあたり、これを記念した大会となっている。
この大会は「みんなでつくるゴルフトーナメント」を合言葉に、メインスポンサーを持たず、ゴルフトーナメントとしては珍しい「地産地消」をコンセプトとした大会運営を行なうとしており、運営資金のほとんどをチケット収入から得ている。前売りチケットには「ウェルカムパーティー参加権」「プロアマ競技への参加権が当たる抽選券付き」といった特典がついていた。また会場の運営にはボランティアを募ることとしていた。
しかしこれが結果的に仇となってしまったほか、更にスポンサー企業の撤退なども影響し2012年大会をもって打ち切られることとなった。
2012年実績、賞金総額1億円、優勝賞金2000万円。

## 歴代優勝者
| 回数  | 開催年 | 優勝者名  | スコア | 開催コース                   | 備考                       |
| ----- | ------ | --------- | ------ | ---------------------------- | -------------------------- |
| 第1回 | 2011年 | 小林正則  | -20    | グランディ浜名湖ゴルフクラブ | 石川遼とのプレーオフを制す |
| 第2回 | 2012年 | J・チョイ | -16    | グランディ浜名湖ゴルフクラブ |                            |

## テレビ放送
BSデジタル放送のBS-TBSが、全4日間、各日5時間にわたる大規模な生中継を行った。一方で地上波での中継は行われなかった。2012年は唯一地上波中継のない国内男子ツアーの大会となった。